# 김한상 (1984년)
김한상(金漢相, 1984년 5월 23일 ~ )은 전 KBO 리그 선수인 외야수이며, 현 KBO 리그 심판 위원이다. 2020년 9월 4일 NC 대 LG 경기 주심으로 나와 '슬라임존'이라는 신 스트라이크존을 들고 나와 신선한 충격을 안겼다.

## 출신학교
- 주원초등학교
- 덕수중학교
- 덕수고등학교
- 경희대학교 (2003학번)